# Endless Wire (álbum de Gordon Lightfoot)
Endless Wire es el duodécimo álbum de estudio del cantante canadiense Gordon Lightfoot, publicado en enero de 1978 por Warner Bros. Records.

## Recepción de la crítica
En una reseña para AllMusic, el crítico James Chrispell declaró que: “Endless Wire debería haberse llamado ‘Endless Touring Makes You Tired’ porque así suenan estas canciones”. El personal de la revista Billboard comentó: “Los fanáticos de [Gordon] Lightfoot no se sentirán decepcionados con su nueva colección de baladas románticas y [canciones] rockeras de medio tiempo teñidas de country. [...] Sus evocadoras letras, siempre su fortaleza, figuran entre sus más potentes”.

## Lista de canciones
Todas las canciones escritas y compuestas por Gordon Lightfoot.
Lado uno
1. «Daylight Katy» – 4:21
2. «Sweet Guinevere» – 3:20
3. «Hangdog Hotel Room» – 2:40
4. «If There's a Reason» – 4:56
5. «Endless Wire» – 4:06

Lado dos
1. «Dreamland» – 2:55
2. «Songs the Minstrel Sang» – 2:51
3. «Sometimes I Don't Mind» – 2:55
4. «If Children Had Wings» – 3:53
5. «The Circle Is Small (I Can See It in Your Eyes)» – 4:02

## Posicionamiento
| Gráfica (1978)                                | Pico de posición |
| --------------------------------------------- | ---------------- |
| Australia (Kent Music Report)                 | 56               |
| Canadá (RPM Top Albums/CDs)                   | 2                |
| Estados Unidos (Billboard 200)                | 22               |
| Estados Unidos (Billboard Top Country Albums) | 14               |

## Certificaciones y ventas
| País                  | Certificación | Ventas  |
| --------------------- | ------------- | ------- |
| Estados Unidos (RIAA) | Oro           | 500,000 |